# آماندا توری میتینگ
آماندا توری میتینگ (به انگلیسی: Amanda Tori Meating) با نام مستعار آماندا استوک (به انگلیسی: Amanda Stock) (زاده ۱۹۹۴) مبدل‌پوش و بازیگر آمریکایی است.
او در سال ۲۰۲۴ آشکار کرد که یک زن ترنس است.